# Don Siegel
Donald Siegel, detto Don (Chicago, 26 ottobre 1912 – Nipomo, 20 aprile 1991), è stato un regista, montatore e produttore cinematografico statunitense, considerato uno dei maestri del cinema poliziesco e d'azione statunitense.

## Biografia
Nato a Chicago, nell'Illinois, in una famiglia ebraica, Siegel studiò in Gran Bretagna al Jesus College di Cambridge e successivamente frequentò la Royal Academy of Dramatic Art esordendo come attore. Dopo un soggiorno a Parigi, rientrò negli Stati Uniti dove nel 1933 uno zio, amico del produttore Hal Wallis, gli procurò un lavoro nel reparto di ricerche letterarie della Warner Bros. Di qui passò al dipartimento di montaggio dapprima come assistente, quindi come montatore, prevalentemente in pellicole dirette da Michael Curtiz e Raoul Walsh; tra i molti film che montò, spiccano titoli come Casablanca (1942) e Agguato ai tropici (1942). Intervistato in proposito, Siegel affermò di non poter escludere che l'esempio di questi registi avesse esercitato influenze sul suo modo di dirigere.
Successivamente passò a lavorare come regista di seconda unità per una quarantina di film, fino al 1945, quando esordí alla regia con un cortometraggio, Star in the Night, moderna parabola sulla Natività, seguito nel corso di quello stesso anno da un altro corto, Hitler Lives?, di stampo documentaristico ed avente per oggetto le possibili "rimanenze" naziste nella Germania appena uscita dalla guerra. Queste due opere gli valsero l'Oscar, rispettivamente come miglior corto e miglior cortometraggio documentario e gli fornirono il lasciapassare per la realizzazione dei primi lungometraggi a soggetto.
La prima parte della sua carriera è contraddistinta da B movies a basso costo e con tempi di realizzazione ristretti, ma non di rado di fattura dignitosa: il  budget limitato, la precisione nella sceneggiatura, il ritmo veloce e il montaggio "economico" della pellicola girata furono determinanti per formare il suo stile, acquisito nell'arco di un decennio sul set dei vecchi maestri di Hollywood.
Il suo primo lungometraggio fu La morte viene da Scotland Yard (1946), poliziesco ambientato in una Londra completamente ricostruita negli studios. Il film successivo, Sempre più notte (1949), è invece un melodramma considerato "disastroso" dallo stesso regista, che comunque gli permise di conoscere Viveca Lindfors, la protagonista femminile, che poi divenne sua moglie. Dopo una serie di film prevalentemente di genere, nel 1954 Siegel diresse Rivolta al blocco 11, un film nel quale si configurano già i tratti caratteristici del suo linguaggio registico, in parte derivati dal suo lungo apprendistato con i registi del cinema classico, in parte anticipatori di quelle che saranno le tendenze della nuova Hollywood.
Nel 1956, nonostante gli scarsi mezzi a disposizione, Siegel riuscì a dirigere (riducendo al minimo gli effetti speciali e calando gli eventi nella quotidianità e nel realismo) quello che è considerato un classico della fantascienza, L'invasione degli ultracorpi, metafora della guerra fredda e del maccartismo. In seguito si specializzò in film d'azione con titoli come Contratto per uccidere (1964) e Squadra omicidi, sparate a vista! (1968).
Nel 1968 Don Siegel ebbe l'opportunità di abbandonare la "serie B", i cui limiti economici avevano condizionato fino ad allora le riprese dei suoi film, e di dedicarsi a realizzazioni più ambiziose e indipendenti. L'occasione gli venne offerta da Clint Eastwood, che aveva appena fondato la Malpaso Productions, una casa di produzione su cui si era riservato il diritto di controllo. La collaborazione con Eastwood diede luogo a quattro film consecutivi, tutti diretti da Siegel e interpretati da Eastwood; il sodalizio si sciolse temporaneamente quando quest'ultimo volle esordire nella regia con Brivido nella notte (in cui Siegel si ritagliò comunque un cameo nella parte del barista) per poi ricostituirsi alcuni anni dopo con il celebre Fuga da Alcatraz (1979), considerato un classico del genere carcerario.
Da questa collaborazione prese il via la serie poliziesca dedicata al rude e violento Harry Callaghan, ispettore della polizia di San Francisco, con il primo titolo Ispettore Callaghan: il caso Scorpio è tuo! (1971); la direzione dei film successivi della saga fu affidata ad altri registi, ma Clint Eastwood volle comunque sdebitarsi con Siegel dedicando a lui e a Sergio Leone l'Oscar vinto nel 1992 per Gli spietati.

## Filmografia

### Cinema

#### Regista
- Star in the Night – cortometraggio (1945)
- Hitler Lives? – cortometraggio (1945)
- La morte viene da Scotland Yard (The Verdict) (1946)
- Sempre più notte (Night Unto Night) (1949)
- Il tesoro di Vera Cruz (The Big Seal) (1949)
- Fuga all'ovest (No Time for Flowers) (1952)
- Duello al Rio d'argento (Duel at Silver Creek) (1952)
- Le ore sono contate (Count the Hours) (1953)
- Avventura in Cina (China Venture) (1953)
- Rivolta al blocco 11 (Riot in Cell Block 11) (1954)
- Dollari che scottano (Private Hell 36) (1954)
- I cadetti della 3ª brigata (An Annapolis Story) (1955)
- L'invasione degli ultracorpi (The Invasion of the Body Snatchers) (1956)
- Delitto nella strada (Crime in the Streets) (1956)
- Passione gitana (Spanish Affair) (1957)
- Faccia d'angelo (Baby Face Nelson) (1957)
- Agguato nei Caraibi (The Gun Runners) (1958)
- Crimine silenzioso (The Lineup) (1958)
- Sull'orlo dell'abisso (Edge of Eternity) (1959)
- Sei colpi in canna (Hound Dog Man) (1959)
- Stella di fuoco (Flaming Star) (1960)
- L'inferno è per gli eroi (Hell Is for Heroes) (1962)
- Contratto per uccidere (The Killers) (1964)
- Squadra omicidi, sparate a vista! (Madigan) (1968)
- Ultima notte a Cottonwood (Death of a Gunfighter) (1969), co-regia di Robert Totten (accreditato come Alan Smithee)
- L'uomo dalla cravatta di cuoio (Coogan's Bluff) (1969)
- Gli avvoltoi hanno fame (Two Mules for Sister Sara) (1969)
- La notte brava del soldato Jonathan (The Beguiled) (1971)
- Ispettore Callaghan: il caso Scorpio è tuo! (Dirty Harry) (1971)
- Chi ucciderà Charley Varrick? (Charley Varrick) (1973)
- Il caso Drabble (The Black Windmill) (1974)
- Il pistolero (The Shootist) (1976)
- Telefon (1977)
- Fuga da Alcatraz (Escape from Alcatraz) (1979)
- Taglio di diamanti (Rough Cut) (1980)
- Un giocatore troppo fortunato (Jinxed!) (1982)

#### Aiuto regista
- I cospiratori (The Conspirators), regia di Jean Negulesco (1944)

#### Montatore
- Confessioni di una spia nazista (Confessions of a Nazi Spy), regia di Anatole Litvak (1939) (non accreditato)
- I ruggenti anni venti (The Roaring Twenties), regia di Raoul Walsh (1939) (non accreditato)
- Il vendicatore (Brother Orchid), regia di Lloyd Bacon (1940) (non accreditato)
- Paradiso proibito (All This, and Heaven Too), regia di Anatole Litvak (1940) (non accreditato)
- Strada maestra (They Drive by Night) , regia di Raoul Walsh (1940) (non accreditato)
- Knute Rockne All American, regia di Lloyd Bacon e William K. Howard (1940) (non accreditato)
- Un piede in paradiso (One Foot in Heaven), regia di Irving Rapper (1941)
- Blues in the Night, regia di Anatole Litvak (1941)
- La storia del generale Custer (They Died with Their Boots On), regia di Raoul Walsh (1941)
- Ribalta di gloria (Yankee Doodle Dandy), regia di Michael Curtiz (1942)
- Casablanca, regia di Michael Curtiz (1942)
- Perdutamente tua (Now, Voyager), regia di Irving Rapper (1942)
- Mia moglie ha sempre ragione (George Washington Slept Here), regia di William Keighley (1942)
- Il sentiero della gloria (Gentleman Jim), regia di Raoul Walsh (1942)
- The Hard Way, regia di Vincent Sherman (1943)
- Mission to Moscow, regia di Michael Curtiz (1943)
- This Is the Army, regia di Michael Curtiz (1943)
- Appassionatamente (Devotion), regia di Curtis Bernhardt (1946)

#### Attore
- Sull'orlo dell'abisso (Edge of Eternity), regia di Don Siegel (1959)
- Volti (Faces), regia di John Cassavetes (1968) (non accreditato)
- L'uomo dalla cravatta di cuoio (Coogan's Bluff), regia di Don Siegel (1968) (non accreditato)
- Brivido nella notte (Play Misty for Me), regia di Clint Eastwood (1971)
- Ispettore Callaghan: il caso Scorpio è tuo! (Dirty Harry), regia di Don Siegel (1971) (non accreditato)
- Chi ucciderà Charley Varrick? (Charley Varrick), regia di Don Siegel (1973)
- Terrore dallo spazio profondo (Invasion of the Body Snatchers), regia di Philip Kaufman (1978)
- Un giocatore troppo fortunato (Jinxed!), regia di Don Siegel (1982)
- Tutto in una notte (Into the Night), regia di John Landis (1985)

#### Produttore
- La notte brava del soldato Jonathan (The Beguiled), regia di Don Siegel (1971)

### Televisione

#### Regista
- Ai confini della realtà (The Twilight Zone) - serie televisiva, 2 episodi (1963-1964)
- All'ombra del ricatto (The Hanged Man) – film TV (1964)
- Straniero (Stranger on the Run) – film TV (1967)

#### Attore
- Uno sceriffo a New York (McCloud) – serie TV (1975)